# داسو سیستمز
داسو سیستمز (به فرانسوی: Dassault Systèmes Société Anonyme) یک شرکت فرانسوی و از تولیدکنندگان پیشتاز جهان، در عرصهٔ نرم‌افزارهای مدل‌سازی و شبیه‌سازی سه‌بعدی و مدیریت چرخه‌حیات محصول است. این شرکت در سال ۲۰۱۰ میلادی بالغ بر ۹٬۰۰۰ نفر کارمند و ۱۳۰٬۰۰۰ مشتری در ۸۰ کشور جهان داشته‌است و از این راه حدود ۲۲۰ میلیون یورو سود خالص کسب کرده‌است.
از محصولات معروف این شرکت می‌توان به کتیا، سالیدورکس و آباکوس اشاره کرد. دو نرم‌افزار سالیدورکس و کتیا در شاخهٔ طراحی و ساخت به‌کمک کامپیوتر (cad/cam) و نرم‌افزار آباکوس در شاخهٔ تحلیل توسط کامپیوتر (CAE) قرار دارند. این شرکت در سال ۲۰۰۸ مالکیت نرم‌افزار آباکوس را خرید.
نرم افزارهای
انوویا : مدیریت چرخه عمر محصول 
دلمیا  : طراحی کارخانجات و خطوط تولید
geovia : زمین شناسی و معدن
سیمولیا : تحلیل به کمک رایانه
و 
biovia : مهندسی مواد و شیمی و زیست شناسی و بیوتکنولوژی
از جمله محصولات دیگر این شرکت هستند.